# Felswände des Vorderen Odenwaldes
Felswände des Vorderen Odenwaldes este o arie protejată (arie de protecție specială avifaunistică — SPA) din Germania întinsă pe o suprafață de 33,44 ha, integral pe uscat.

## Localizare
Centrul sitului Felswände des Vorderen Odenwaldes este situat la coordonatele 49°37′56″N 8°41′48″E / 49.6322°N 8.6967°E.

## Înființare
Situl Felswände des Vorderen Odenwaldes a fost declarat arie de protecție specială avifaunistică în noiembrie 2004 pentru a proteja 2 specii de animale.

## Biodiversitate
Situată în ecoregiunea continentală, aria protejată nu include niciun habitat protejat.
La baza desemnării sitului se află mai multe specii protejate de  păsări (2): buha (Bubo bubo), Falco peregrinus peregrinus.